# Psalm 134

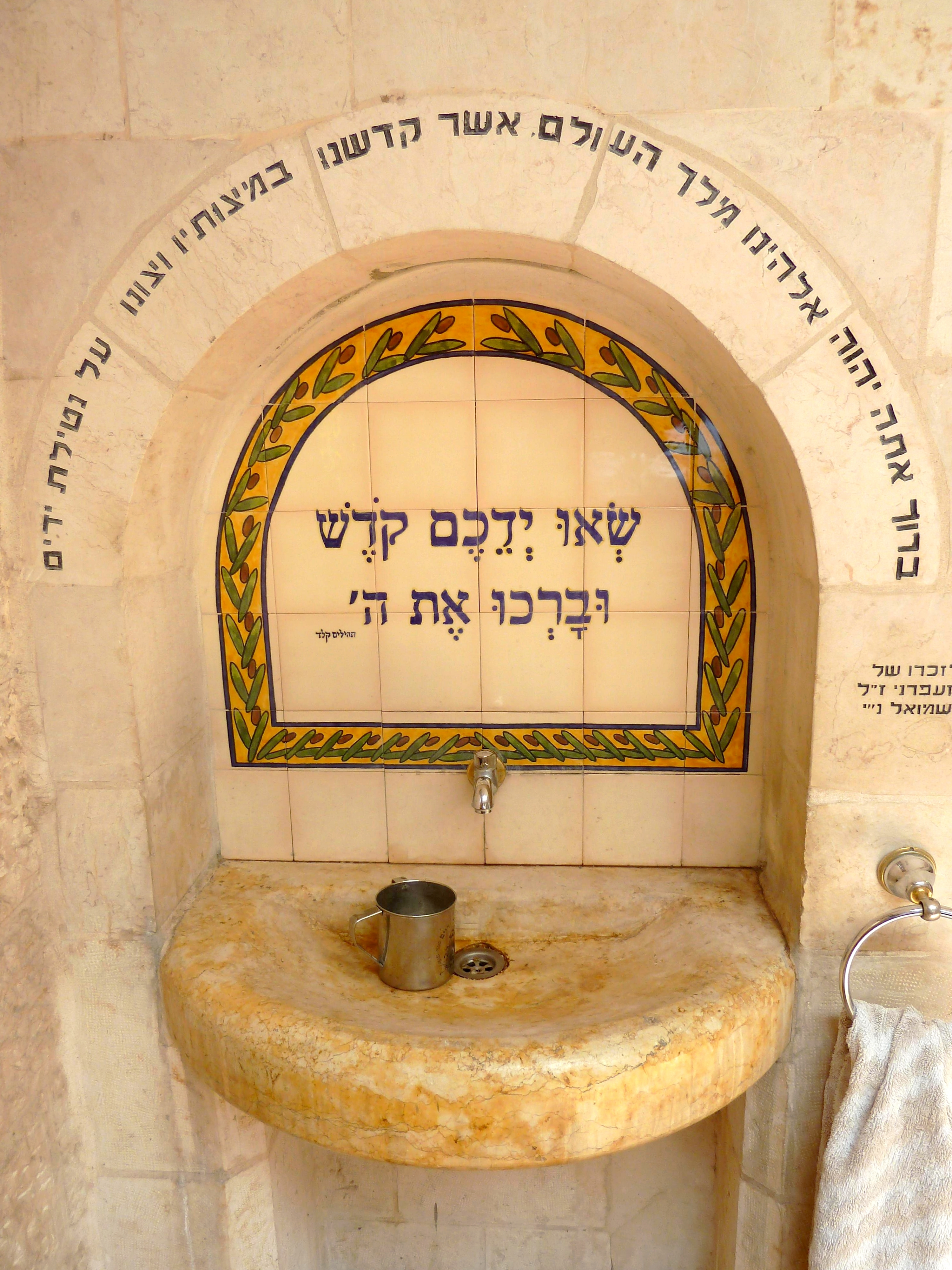
Becken für die rituelle Handwaschung in der Jerusalemer Altstadt, Beit El Yeshiva. In der Mitte steht Psalm 134,2: „Hebet eure Hände auf im Heiligtum und lobet den HERRN!“

Der kurze Psalm 134 (Septuaginta- und Vulgatazählung: Psalm 133) wird in mittelalterlich-lateinischer Tradition auch nach seinen Anfangsworten benannt: Ecce nunc benedicite Dominum. Er bildet den Abschluss des Wallfahrtspsalters.

## Inhalt

### Segnen (ברך) als Leitwort
Für das Verständnis des Psalms ist grundlegend, dass „Segnen“ (ברך) im Hebräischen ein reziprokes Geschehen ist: Gott segnet Menschen – Menschen segnen Gott. (Letzteres wird in den Übersetzungen meist mit „Loben, Preisen“ wiedergegeben.)
Verse 1 und 2: Aufruf an die Knechte JHWHs, nachts im Tempel JHWH zu segnen. Sie sollen dies tun mit erhobenen Händen.
Vers 3: Einem Einzelnen wird der Segen JHWHs, des Schöpfers, vom Zion her zugesprochen, vermutlich durch einen Priester.

### Die Knechte JHWHs (עבדי יהוה)
Einige Exegeten meinen, dass mit diesen Knechten die Israeliten insgesamt gemeint sind. Andere sehen hier die mit dem Gottesdienst besonders beauftragten Priester und Leviten angesprochen. Sehr anschaulich malt Erich Zenger den Abschluss eines Jerusalemer Wallfahrtsfestes als einen möglichen Sitz im Leben aus:

„Ehe die Pilger in die nächtliche Ruhe hinausgehen, um dann am frühen Morgen die Rückreise (vgl. Dtn 16,7) in ihre Dörfer und Städte anzutreten, rufen sie den diensttuenden Priestern zu, weiterhin JHWH … im Tempel zu preisen. Und umgekehrt ist V. 3 eine »Verabschiedung« der Pilger mit einem »Pilgersegen«, der Elemente des aaronitischen Segens … aufnimmt.“

## Rezeption

### Vertonungen
- Matthias Jorissen: Lobt Gott, den Herrn der Herrlichkeit (EG 300, mit der Genfer Melodie zum 134. Psalm)
- Cornelis Boscoop „Wilt dancken loven Gods naem vol eren“
- Heinz Werner Zimmermann Psalm 134 (englisch) für Männerchor, Harfe und Orgel (1974)

### Stundengebet
Seine Verortung im nächtlichen Jerusalemer Tempel wie auch seine Kürze haben Psalm 134 einen Platz im Nachtgebet gesichert. Schon in der Benediktsregel (Kap. 18, 19) heißt es: „Zur Komplet werden täglich dieselben Psalmen wiederholt, nämlich Psalm 4, Psalm 90 (=91) und Psalm 133 (=134).“ Das entspricht dem stadtrömischen Brauch und der Magisterregel. Im heutigen Benediktinischen Antiphonale sind die genannten drei Psalmen der Komplet am Sonntag zugeordnet.
In orthodoxen Klöstern schließt Psalm 133 (=134) das Mitternachtsgebet (altgriechisch Μεσονυκτικόν) ab.